# Vratavallei
De Vratavallei is een vallei (dal) ten zuiden van Mojstrana behorende bij de gemeente Kranjska Gora in de regio Gorenjska en gelegen in de Julische Alpen in het noordwesten van Slovenië.
Aan het einde van het dal in het zuidwesten ligt de berg Triglav in het Triglav Nationaal Park.
In de Vratavallei is de Peričnik waterval die bestaat uit trappen van 16 en 52 meter. Door het dal ligt de weg Triglavska cesta (nr. 908) die ongeveer 12 km lang is, grotendeels onverhard en een aantal hellingen tot 25% heeft. De weg loopt naast de rivier Bistrica, die uitmondt in de Sava Dolinka. Aan het einde van de weg heeft men uitzicht op de noordwand (1500 m) van de Triglav. In de omgeving ligt een hut Aljažev Dom (1015 m), genoemd naar de pater Jacob Aljaž, die als groot promotor voor het bergbeklimmen, daar in de buurt de hut liet bouwen (1896). Deze hut werd in 1910 door een lawine verwoest en door de huidige vervangen. Iets verder is een monument geplaatst voor omgekomen alpinisten.